# Shinyanga (Region)
Shinyanga ist eine der 31 Regionen in Tansania, der Sitz der Verwaltung ist in der Stadt Shinyanga.

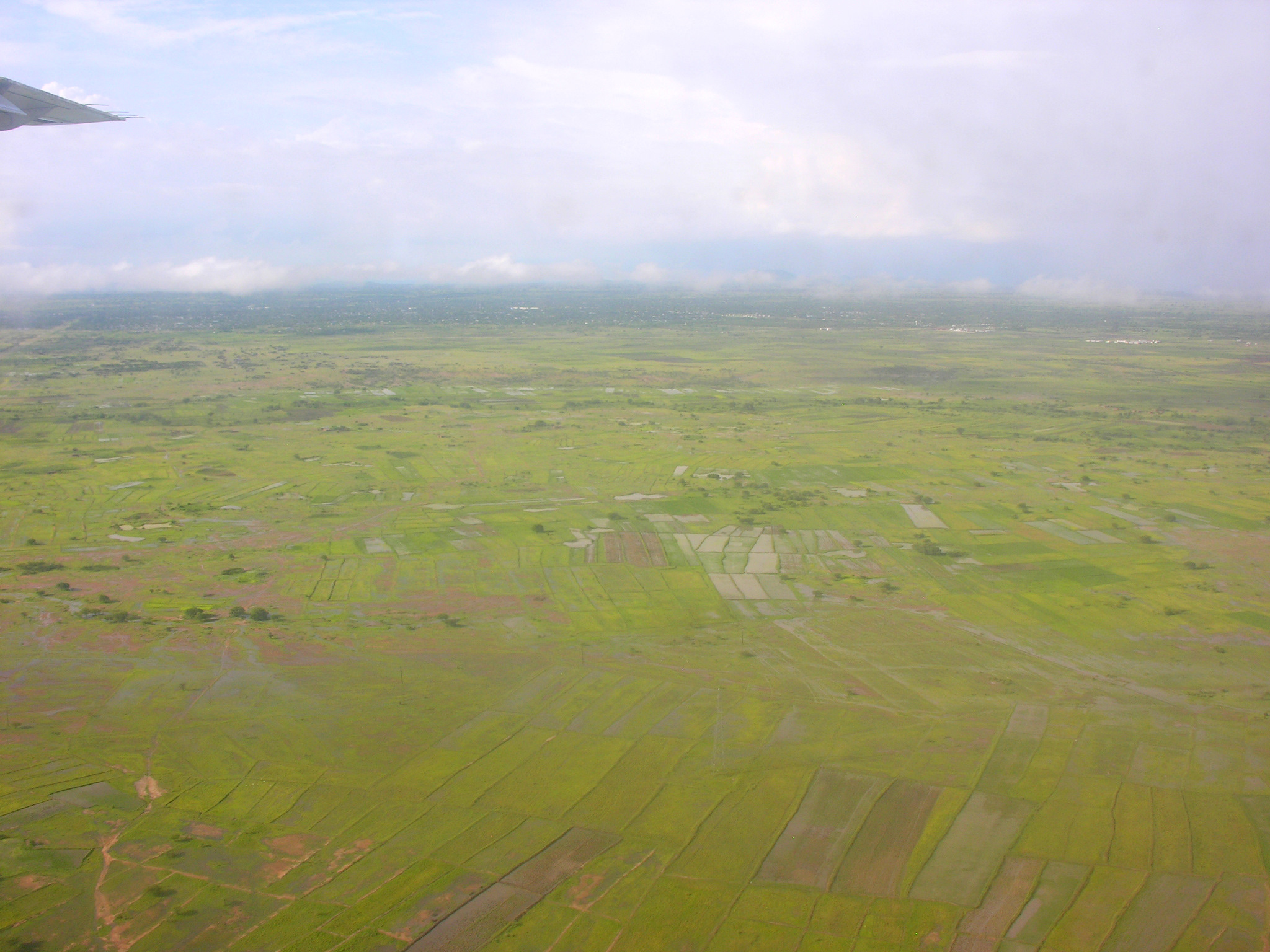
Shinyanga aus dem Flugzeug

## Geographie
Die Region ist 18.555 Quadratkilometer groß und hat rund 2,2 Millionen Einwohner (Volkszählung 2022). Sie liegt im Nordwesten von Tansania und ist Teil des Seengebietes. Das Gebiet liegt in einer Höhe von 1000 bis 1500 Meter über dem Meer.

### Klima
Das Klima in Shinyanga ist ein tropisches Savannenklima, Aw nach der effektiven Klimaklassifikation. Die Monate Juni bis September sind sehr trocken, die Temperatur ist durchgehend hoch mit einer leichten Abkühlung in der Trockenzeit.
|                        | Jan  | Feb  | Mär  | Apr  | Mai  | Jun  | Jul  | Aug  | Sep  | Okt  | Nov  | Dez  |   |      |
| Mittl. Temperatur (°C) | 23,7 | 23,8 | 24   | 23,7 | 23,5 | 22,8 | 22,3 | 23,3 | 24,8 | 26   | 24,4 | 24,2 | ⌀ | 23,9 |
| Mittl. Tagesmax. (°C)  | 29   | 29   | 29,1 | 28,6 | 28,7 | 29   | 28,9 | 29,9 | 31,2 | 32,3 | 29,8 | 29,1 | ⌀ | 29,6 |
| Mittl. Tagesmin. (°C)  | 18,5 | 18,6 | 18,9 | 18,8 | 18,3 | 16,6 | 15,8 | 16,7 | 18,4 | 19,7 | 19   | 19,3 | ⌀ | 18,2 |
|                        |      |      |      |      |      |      |      |      |      |      |      |      |   |      |
| Niederschlag (mm)      | 111  | 105  | 145  | 128  | 45   | 4    | 1    | 2    | 7    | 34   | 97   | 142  | Σ | 821  |

| 18,5 |

| 18,6 |

| 18,9 |

| 18,8 |

| 18,3 |

| 16,6 |

| 15,8 |

| 16,7 |

| 18,4 |

| 19,7 |

| 19 |

| 19,3 |

| 18,5 |

| 18,6 |

| 18,9 |

| 18,8 |

| 18,3 |

| 16,6 |

| 15,8 |

| 16,7 |

| 18,4 |

| 19,7 |

| 19 |

| 19,3 |

### Nachbarregionen
|       | Mwanza                                      |        |
| Geita | Kompassrose, die auf Nachbargemeinden zeigt | Simiyu |
|       | Tabora                                      |        |

## Geschichte
Im Jahr 1963 wurde die Region Shinyanga aus der früheren Seeprovinz gebildet. Bei der Neudefinition der Verwaltungsstrukturen im Jahr 1997 wurde die Region Simiyu abgespalten, dies war die Geburtsstunde der Region in der heutigen Form.

## Verwaltungsgliederung
Die Region Shinyanga wird in sechs Distrikte untergliedert:
| Distrikt         | Fläche km² | Einwohner 2002 | Einwohner 2012 | Einwohner 2016 | Einwohner 2022 |
| ---------------- | ---------- | -------------- | -------------- | -------------- | -------------- |
| Kahama MC        | 1.515      | 161.547        | 242.208        | 262.999        | 453.654        |
| Kishapu DC       | 4.334      | 239.305        | 272.990        | 296.423        | 335.483        |
| Msalala DC       | 2.637      | n. a.          | n. a.          | 272.249        | 378.214        |
| Shinyanga DC     | 4.212      | 276.393        | 334.417        | 363.123        | 468.611        |
| Shinyanga MC     | 548        | 134.523        | 161.391        | 175.245        | 214.744        |
| Ushetu DC        | 5.311      | 433.344        | 523.802        | 296.515        | 390.593        |
| Shinyanga Region | 18.555     | 1.245.112      | 1.534.808      | 1.666.554      | 2.241.299      |

## Bevölkerung
Die größte ethnische Gruppe in Shinyanga sind die Sukuma, die mit mehr als einer Million Mitglieder eine der größten Bevölkerungsgruppen in Tansania sind.
Die durchschnittliche Haushaltsgröße lag im Jahr 2012 bei 5,8 Personen. Das Durchschnittsalter bei der Eheschließung stieg bei Männern von 24,2 Jahre im Jahr 2002 auf 26 Jahre in 2012, bei Frauen von 19,2 auf 22,2 Jahre im gleichen Zeitraum.

### Bevölkerungspyramide
Die Bevölkerung ist sehr jung, fast die Hälfte der Einwohner ist jünger als fünfzehn Jahre. Auffallend ist, dass das Geschlechterverhältnis bis zum Alter von fünfzehn Jahren und bei den über Vierzigjährigen ausgeglichen ist, dazwischen gibt es aber mehr Frauen als Männer, so kommen im Alter 20 bis 24 Jahre auf hundert Frauen nur 84 Männer:

### Religionen
- Katholiken: Seit dem Jahr 1970 ist Shinyanga eine eigenständige Diözese. Sie untersteht der Erzdiözese Mwanza. Das Gebiet der Diözese ist größer als die Region und umfasst rund 31.500 Quadratkilometer. Ungefähr dreißig Prozent der Einwohner sind Katholiken.[12][13]

| Shinyanga ist eine der ärmsten Regionen von Tansania, gekennzeichnet durch hohe Geburtenraten bei Jugendlichen und Eheschließungen von Kindern. - Bildung: In der Region gab es 1106 Grundschulen und 120 weiterführende Schulen (Stand 2006/2008). Die Abschlussquote in der Grundschule stieg von 55 Prozent im Jahr 2000 auf 68 Prozent im Jahr 2005. Im Jahr 2012 war ein Viertel der Über-Fünfjährigen aktuell in einer Schule, ein Drittel hatte eine abgeschlossene Schulbildung und ein Drittel war nie in einer Schule. - Gesundheit: Über 60 Prozent der Geburten erfolgten in einem Krankenhaus, knapp unter 40 Prozent waren Hausgeburten. Im Jahr 2012 hatten sieben Prozent der Bevölkerung eine Sozialversicherung | Die zur Anzeige dieser Grafik verwendete Erweiterung wurde dauerhaft deaktiviert. Wir arbeiten aktuell daran, diese und weitere betroffene Grafiken auf ein neues Format umzustellen. (Mehr dazu) |

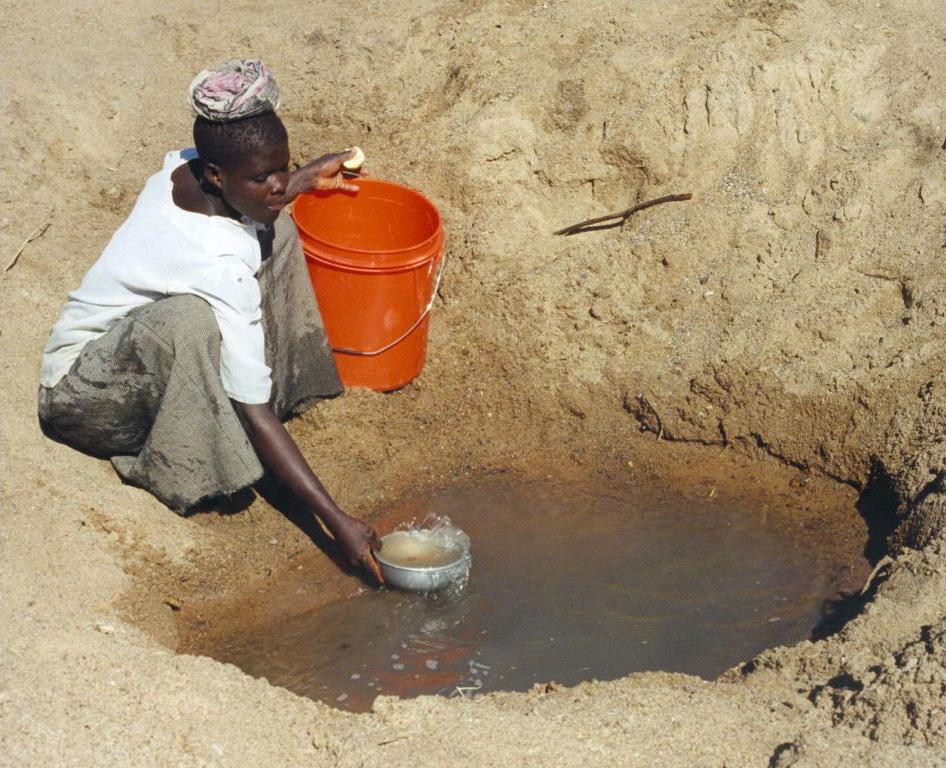
Wasserquelle im Dorf Mwamongu

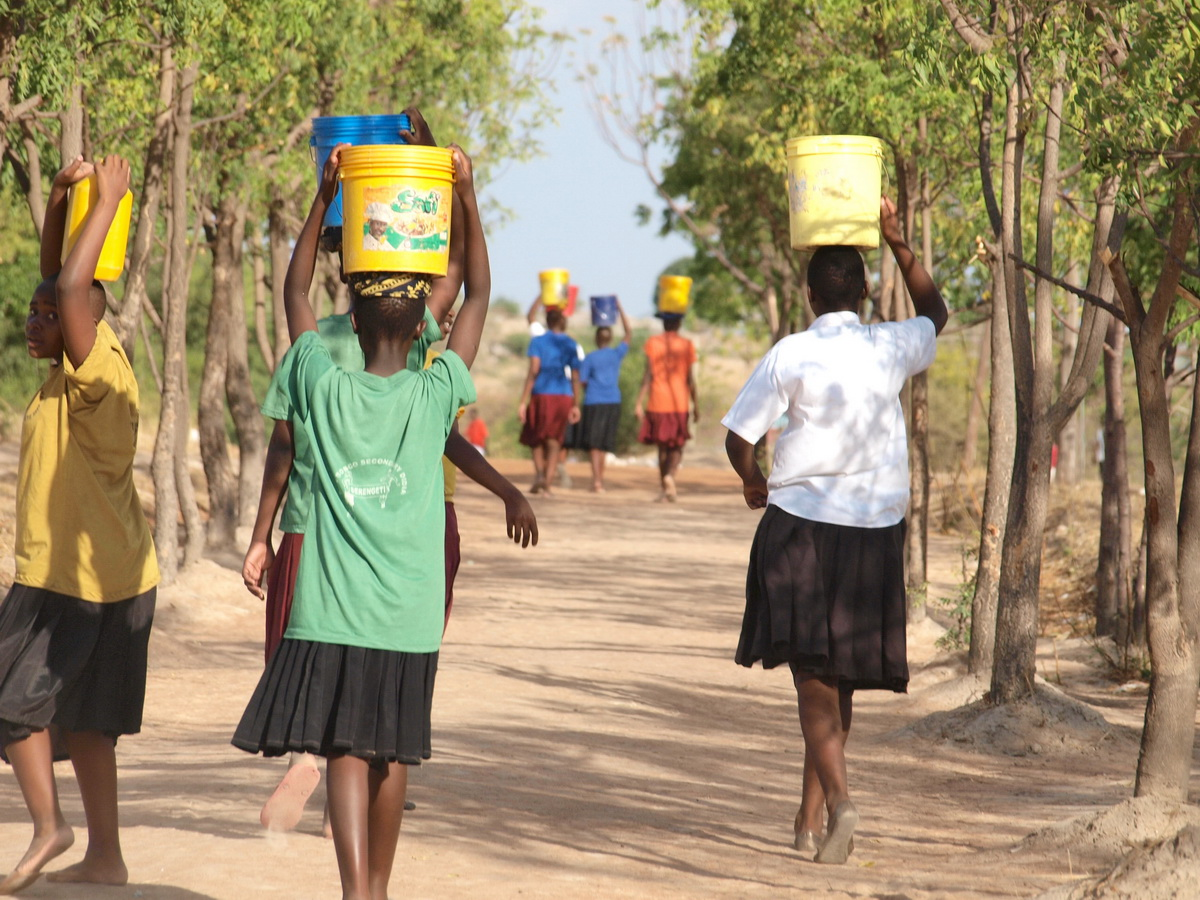
Wassertransport

- Wasser: Eine Versorgung mit gutem Trinkwasser hatten 43 Prozent der Bevölkerung, 32 Prozent der Landbevölkerung und 81 Prozent in der Stadt. Dazu zählen Leitungswasser im Haus oder in der Öffentlichkeit, sowie geschützte Brunnen und Quellen. 57 Prozent bezogen ihr Wasser aus ungeschützten Quellen, Regenwasser, aus Gewässern oder bekamen Wasser in einem Tank angeliefert.[19]

## Wirtschaft und Infrastruktur
Der wichtigste Wirtschaftszweig der Region ist die Landwirtschaft, rund 80 Prozent der Bevölkerung leben davon. Eine Studie in 120 Haushalten zeigt, dass im Jahr 2014 mehr als die Hälfte des Einkommens vom Ackerbau, mehr als ein Viertel aus der Viehzucht und sieben Prozent aus der Forstwirtschaft kamen.

### Landwirtschaft
Zwei Drittel der Gesamtfläche von 18.555 Quadratkilometer sind für die Landwirtschaft geeignet, davon werden rund 60 Prozent bewirtschaftet (Stand 2018). Für die eigene Ernährung werden hauptsächlich Hirse, Reis, Mais, Süßkartoffeln und Maniok angebaut, für den Verkauf bestimmt sind Baumwolle, Tabak, Sonnenblumen, Linsen, Nüsse, Leinsamen und Sesam.
Neben dem Ackerbau ist die Viehzucht eine wichtige Einnahmequelle. Im Jahr 2018 wurden in der Region 1,2 Millionen Rinder, 760.000 Ziegen, 370.000 Schafe und 2 Millionen Hühner gehalten. Der Großteil der Tiere sind einheimische Rassen.

### Forstwirtschaft
Das Gebiet hatte ursprünglich große Akazien- und Miombo-Wälder. Sie wurden gerodet, um die Tsetse-Fliegen, die Malaria-Überträger sind, auszurotten und um die landwirtschaftlichen Flächen zu vergrößern. Im Jahr 1986 startete Präsident Julius Nyerere gemeinsam mit der Regierung von Norwegen und mehreren NGOs ein Aufforstungsprogramm, das bis 2004 rund 30.000 Hektar Wald wieder herstellte.

### Bergbau

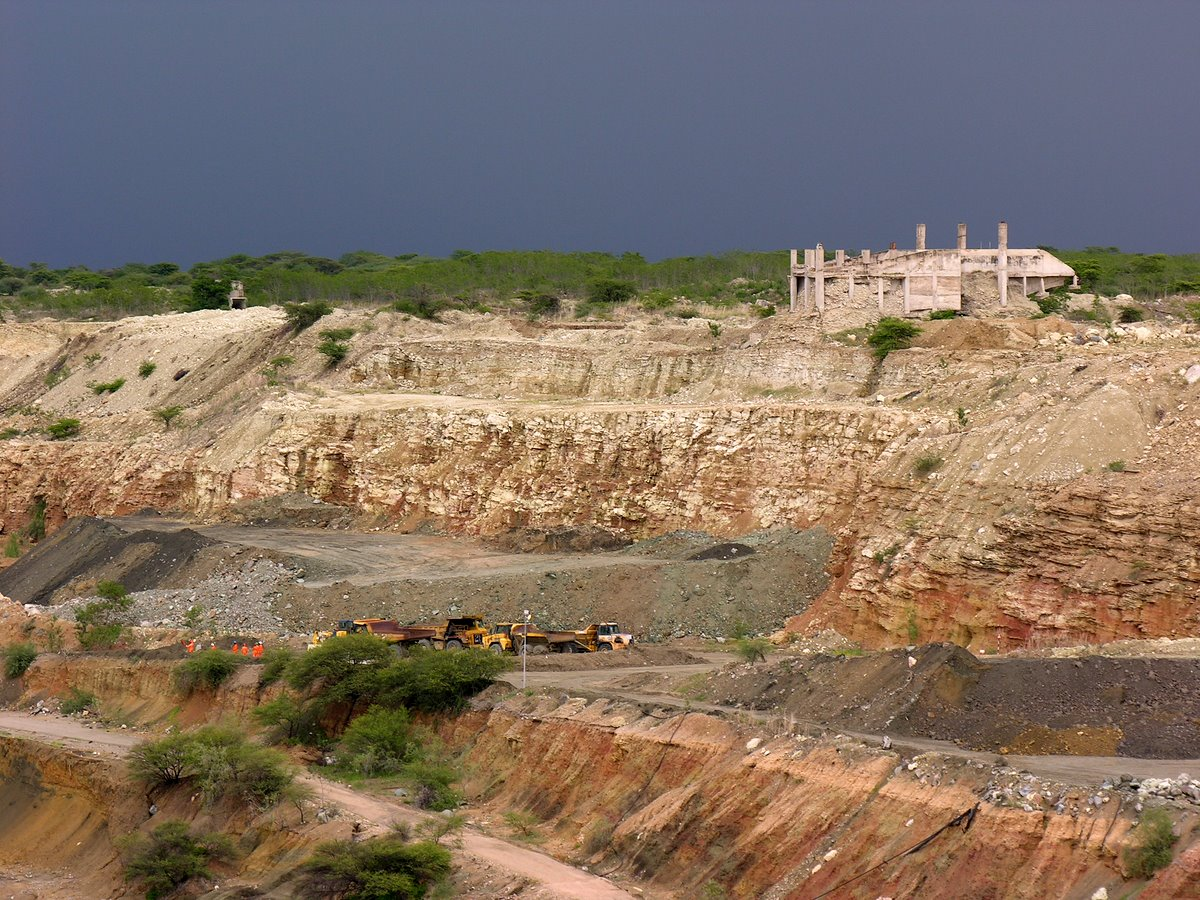
Diamantenmine in Mwadui

In Mwadui werden Diamanten gefunden, in Bulyanhulu und Buzwagi wird Gold abgebaut. Die Diamantmine in Mwadui ist seit 1940 in Betrieb. Im Jahr 2019 wurden in 580 Meter Tiefe 400.000 Karat Diamanten gefunden. Aus der Goldmine in Buzwagi konnten im Jahr 2011 von 2000 Arbeitern 5,6 Tonnen Gold gewonnen werden, in Bulyanhulu wurden im gleichen Jahr 7,4 Tonnen mit 2850 Arbeitern gefördert.

### Infrastruktur
- Eisenbahn: Durch Shinyanga verläuft die nördliche Strecke der Tanganjikabahn von Daressalam nach Mwanza.[29]
- Straßen: Die Nationalstraße T8 verläuft durch Shinyanga. Sie ist eine wichtige Nord-Süd-Verbindung in Tansania, die von Mbeya im Süden nach Mwanza im Norden führt.[30]

## Sehenswürdigkeiten
- Kigosi-Nationalpark: Das 7460 Quadratkilometer große Gebiet wurde im Jahr 1983 als Wildreservat eingerichtet und 2019 zum Nationalpark erklärt. Es liegt im Westen der Region und reicht auch in die Region Tabora hinein.[31][32] Es hat das größte Feuchtgebiet aller ostafrikanischen Reservate und ist besonders reich an Vögeln und Säugetieren.[33]
- Maswa Wildreservat: Das Maswa Wildreservat erstreckt sich über die Regionen Simiyu und Shinyanga und ist 2200 Quadratkilometer groß.[32] Es wurde im Jahr 1962 eingerichtet. Besonders sehenswert sind seine Akazien- und Feigenbäume sowie große Populationen von Büffeln, Löwen, Antilopen, Thomson Gazellen und Leoparden.[33]